# Читадела (Перуђа)
Читадела (итал. Cittadella) је насеље у Италији у округу Перуђа, региону Умбрија.
Према процени из 2011. у насељу је живело 45 становника. Насеље се налази на надморској висини од 211 м.